# York and Peach Bottom Railway
 (février 2018).
Si vous disposez d'ouvrages ou d'articles de référence ou si vous connaissez des sites web de qualité traitant du thème abordé ici, merci de compléter l'article en donnant les références utiles à sa vérifiabilité et en les liant à la section « Notes et références ».
La York and Peach Bottom Railway (Y&PB) était une voie ferrée étroite de 3 pi (914 mm) du XIXe siècle en Pennsylvanie. Elle exploitait des trains de marchandises et de voyageurs entre York et Delta.

## Historique
L'entreprise a été fondée en 1882 pour reprendre les actifs de la faillite de la Middle Division de la Peach Bottom Railway. En 1883, elle a construit une extension de Delta à Peach Bottom (comté de York), le long de la rive ouest de la rivière Susquehanna. Les propriétaires du chemin de fer avaient espéré construire un pont pour traverser la rivière jusqu'à Peach Bottom (comté de Lancaster) et la Peach Bottom Railroad. Toutefois, aucun de ces deux chemins de fer n' a réussi à réunir suffisamment de fonds pour construire un tel pont.
En 1889, la Maryland Central Railway, qui opérait entre Delta et Baltimore, a pris le contrôle de la Y&PB et a commencé à faire circuler des trains en service continu entre York et Baltimore. Les propriétaires de Maryland Central étaient intéressés à s'étendre plus au nord en Pennsylvanie, et ils ont fait des plans pour une fusion avec la Y&PB. En 1891, la Y&PB et le Maryland Central fusionnèrent pour former une nouvelle société, la Baltimore and Lehigh Railroad.